# 亞倫比 (多倫多)
亞倫比（英語：Allenby）是加拿大安大略省多倫多的一個社區。該社區為主要住宅區，西至拉提默路（Latimer Avenue），北至比雅山路（Briar Hill Avenue），東至阿梵奴道，南至艾靈頓西路。
該社區於1920年代開發，以亞倫比初級公立學校為中心。該校以陸軍元帥亞倫比將軍命名。
亞倫比毗鄰森林山北，據2021年人口統計，亞倫比社區居民中35%為猶太人。